# Кольє для снігової баби
Кольє для снігової баби (рос. Колье для снежной бабы) — новорічний мюзикл 2007 року режисерів Олександра Богданенко та Олександра Даруги.

## Синопсис
Події стрічки відбувуаються на гірськолижному курорті у Карпатах.

## У ролях
| Актор                  | Роль                        |
| ---------------------- | --------------------------- |
| Ольга Будіна           | Катя, головна роль          |
| Іван Оганесян          | Іван Платонов, головна роль |
| Катерина Кістень       | Настя, головна роль         |
| Дмитро Лаленков        | Діма                        |
| Олег Фомін             | Андрій                      |
| Марія Єфросініна       | дружина Андрія              |
| Ірма Вітовська         | Кіра                        |
| Максим Максимюк        | Макс                        |
| Дарія Трегубова        | Даша                        |
| Людмила Загорська      | Оля                         |
| Олександр Бондаренко   | Петро                       |
| Олена Бондарєва-Рєпіна | Галочка, дружина Петра      |
| Олександр Даруга       | епізод                      |
| Сергій Бржестовський   | епізод                      |
| Олександр Богданенко   | епізод                      |

## Знімальна група
- Режисери-постановники: Олександр Богданенко, Олександр Даруга
- Сценаристи: Олександр Даруга, Григорій Ховрах
- Оператор-постановник: Ігор Іванов
- Художник-постановник: Сергій Бржестовський
- Продюсери: Віктор Мирський, Юлія Чернявська, Олег Щербина
- Композитор: Олег Шак
- Звукооператор: Сергій Степанський
- Режисер-монтажу: Ірина Храновська
- Автор тексту пісень: Ігор Кручик